# Athetis alternata
Athetis alternata là một loài bướm đêm trong họ Noctuidae.